# Leonid Bibin
Leonid Aleksiejewicz Bibin (ros. Леонид Алексеевич Бибин, ur. 12 stycznia 1930 w Dniepropietrowsku, zm. 20 lutego 2020) – radziecki działacz partyjny i państwowy narodowości ukraińskiej.

## Życiorys
W latach 1946–1951 studiował w Dniepropetrowskim Instytucie Inżynierów Transportu Kolejowego, potem pracował na Kolei Amurskiej w obwodzie czytyjskim, od 1953 należał do KPZR, 1954-1956 był instruktorem i kierownikiem Wydziału Przemysłowo-Transportowego Komitetu Miejskiego KPZR w Skoworodino. Następnie instruktor i zastępca kierownika wydziału Amurskiego Komitetu Obwodowego KPZR, od 1958 sekretarz, następnie II sekretarz, a 1962-1963 I sekretarz Komitetu Miejskiego KPZR w Błagowieszczeńsku, 1963-1964 kierownik wydziału Amurskiego Komitetu Obwodowego KPZR. Od 1964 aspirant Akademii Nauk Społecznych przy KC KPZR, 1967-1971 instruktor Wydziału Budownictwa KC KPZR, 1971-1973 szef Głównego Zarządu Planowo-Ekonomicznego i członek Kolegium Ministerstwa Budownictwa ZSRR. Od 1973 zastępca, a 1982-1984 I zastępca ministra budownictwa ZSRR, 1984-1986 I zastępca przewodniczącego Państwowego Komitetu Planowania ZSRR, 1986-1990 zastępca członka KC KPZR. Od sierpnia 1986 do listopada 1990 I zastępca przewodniczącego Państwowego Komitetu Budowlanego ZSRR - minister ZSRR, od listopada 1990 do listopada 1990 przedstawiciel handlowy ZSRR/Rosji w Mongolii. Kandydat nauk ekonomicznych (1968). Pochowany na Cmentarzu Nikoło-Archangielskim pod Moskwą w kolumbarium.